# Waldbahn Kemence
| Museumsbahnbetrieb mit MD-40-Diesellok, 2003 |                     |                                |                                |
| Streckenverlauf |                     |                                |                                |
| Streckenlänge: | 4,2 km              |                                |                                |
| Spurweite: | 600 mm (Schmalspur) |                                |                                |
| |                     |                                |                                |
| \| \| 0,00 \| Kemence \| Kemence \| \| \| 0,25 \| von der Schmiede des Forstguts \| von der Schmiede des Forstguts \| \| \| 0,65 \| Csarnapuszta \| Csarnapuszta \| \| \| 1,60 \| Kőrózsa \| Kőrózsa \| \| \| \| ehemalige Strecke zum Schloss \| \| \| \| 1,90 \| Godóvár \| Godóvár \| \| \| 3,90 \| Feketevölgy \| Feketevölgy \| \| \| 4,00 \| Feketevölgy (Vilati) \| Feketevölgy (Vilati) \| \| \| 4,10 \| Ende der befahrbaren Strecke \| Ende der befahrbaren Strecke \| \| \| 6,30 \| Hamuház \| Hamuház \| \| \| 7,20 \| Halyagos \| Halyagos \| |                     |                                |                                |
| Kopfbahnhof Streckenanfang | 0,00                | Kemence                        | Kemence                        |
| Abzweig geradeaus und von rechts | 0,25                | von der Schmiede des Forstguts | von der Schmiede des Forstguts |
| Haltepunkt / Haltestelle | 0,65                | Csarnapuszta                   | Csarnapuszta                   |
| Haltepunkt / Haltestelle | 1,60                | Kőrózsa                        | Kőrózsa                        |
| Abzweig geradeaus und ehemals nach links |                     | ehemalige Strecke zum Schloss  | ehemalige Strecke zum Schloss  |
| Bahnhof | 1,90                | Godóvár                        | Godóvár                        |
| Haltepunkt / Haltestelle | 3,90                | Feketevölgy                    | Feketevölgy                    |
| Bahnhof | 4,00                | Feketevölgy (Vilati)           | Feketevölgy (Vilati)           |
| | 4,10                | Ende der befahrbaren Strecke   | Ende der befahrbaren Strecke   |
| Bahnhof (Strecke außer Betrieb) | 6,30                | Hamuház                        | Hamuház                        |
| Kopfbahnhof Streckenende (Strecke außer Betrieb) | 7,20                | Halyagos                       | Halyagos                       |

Die Waldbahn Kemence, ungarisch Kemencei Erdei Múzeumvasút, ist eine 4,2 km lange Schmalspur-Waldbahn mit einer Spurweite von 600 mm in Kemence, 60 km nördlich von Budapest in Ungarn. Sie wird an Wochenenden von Ende März bis Ende Oktober ehrenamtlich als Museumsbahn betrieben.

## Geschichte

### Waldbahn
Die ersten Gleise der Waldbahn wurden 1910 zwischen Kemence und Királyháza verlegt. Die Csarnavölgy-Strecke, die immer noch in Betrieb ist, wurde 1913 eröffnet. Nachdem die beiden Hauptstrecken eröffnet worden waren, wurden mehrere Zweigstrecken gebaut, von denen die meisten nur einige Jahre in Betrieb waren.
Die Strecken wurden so angelegt, dass sie immer ein Gefälle in Richtung des Dorfes hatten. Daher waren Pferde (und später Lokomotiven) nur erforderlich, um die leeren Wagen am Morgen in die Waldgebiete zu bringen. Von dort fuhren sie dann nach dem Beladen durch die Schwerkraft angetrieben und von einem Bremser gebremst zurück ins Dorf.
Bis 2000 war die Waldbahn nicht für den Personentransport vorgesehen. Es gab keine Siedlungen rund um die Bahn, und die Forstwirtschaft war nicht daran interessiert, eine Touristenbahn zu schaffen.
Der zunehmendede Bau von Forststraßen führte dazu, dass der Waldbahn eine unsichere Zukunft vor sich hatte. 1968 wurde die Királyháza-Strecke aufgegeben. Die Csarnavölgy-Strecke blieb erhalten und wurde erst 1992 offiziell stillgelegt, obwohl sie in ihren letzten Jahren fast nicht mehr genutzt wurde.

### Niedergang
Nach der Stilllegung verschlechterten sich die Bedingungen zunehmend. In den letzten Jahren blieb nur noch eine Lokomotive betriebsfähig. Der Zustand der Gleise verschlechterte sich und einige Schienen wurden gestohlen.

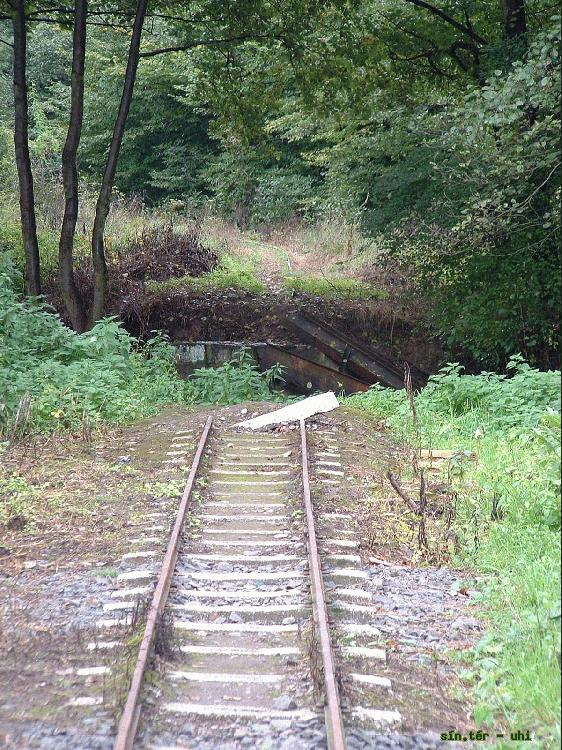
Die erste Brücke, 2000 vor der Restaurierung

Im Jahr 1995 beschädigte eine Überschwemmung zwei der Brücken und einen Teil des Bahndamms. Eine noch stärkere Überschwemmung zerstörte 1999  fast alles im Tal und verwüstete alle Brücken bis auf eine, während nur die Gleise am Dorfrand überlebten.

### Wiederaufbau
Um einen weiteren Verfall zu vermeiden, betreibt der Verein der Schmalspurbahnfreunde (Kisvasutak Baráti Köre Egyesület) seit dem 1. Januar 2000 die Strecke und die Liegenschaften der Forstwirtschaft.
In den ersten vier Jahren war die Bahn auf einem kurzen, aber nach dem Hochwasser noch intakten 1,8 km langen Abschnitt zwischen Kemence und Godóvár-Strand in Betrieb. Nach der Restaurierung von drei Brücken und mehreren gestohlenen Abschnitten wurde die Strecke um weitere 1,8 km bis zum heute nicht mehr existierenden Bahnhof Pityur-rétje verlängert. Der Bahnhof Feketevölgy wurde 2009 erreicht, und sein zweiter Bahnsteig wurde 2015 gebaut.
Die befahrbare Strecke ist inzwischen 4,1 km lang, und weitere 3,1 km warten auf die Wiederinbetriebnahme.

## Schienenfahrzeuge
Die Schienenfahrzeuge sind sehr heterogen: Die Lokomotiven bestehen zumeist aus MD-40-Lokomotiven, die entweder aus Kemence stammen oder auf stillgelegten Bahnen gefunden und gerettet wurden, aber es gibt auch Ue-28- und MV-Lokomotiven. Kemence ist die einzige Waldbahn in Ungarn, bei der batterieelektrische Lokomotiven zu finden sind (El-9). Die Personenwagen wurden meist lokal gebaut.

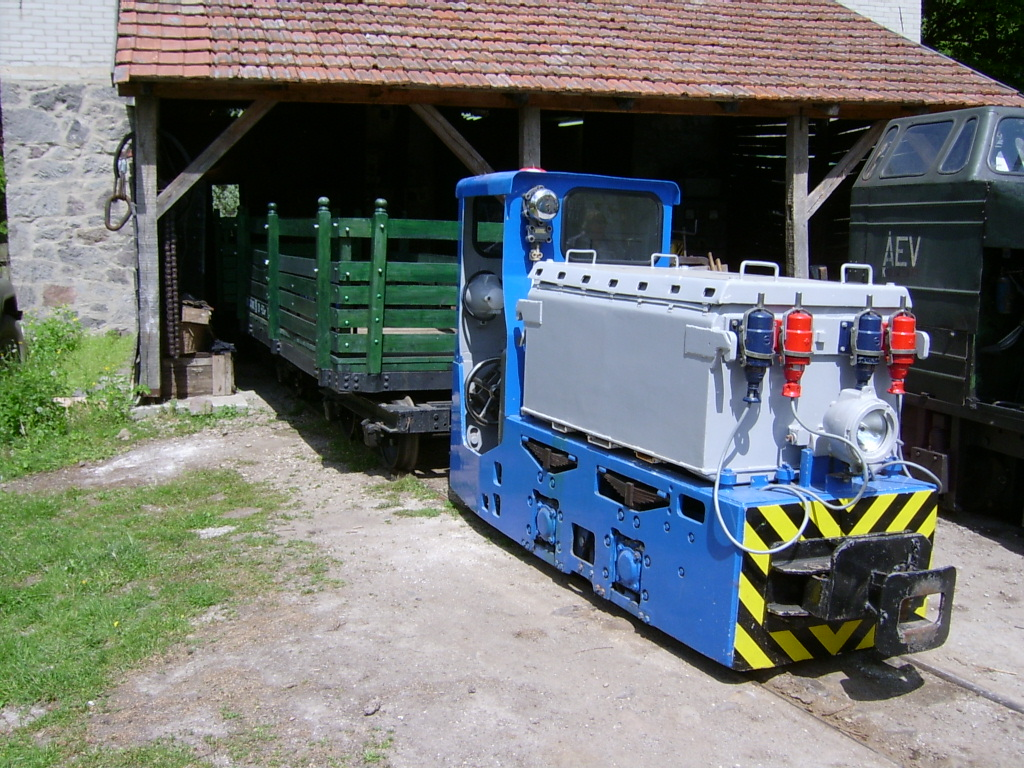
Batterieelektrische Lok El-9
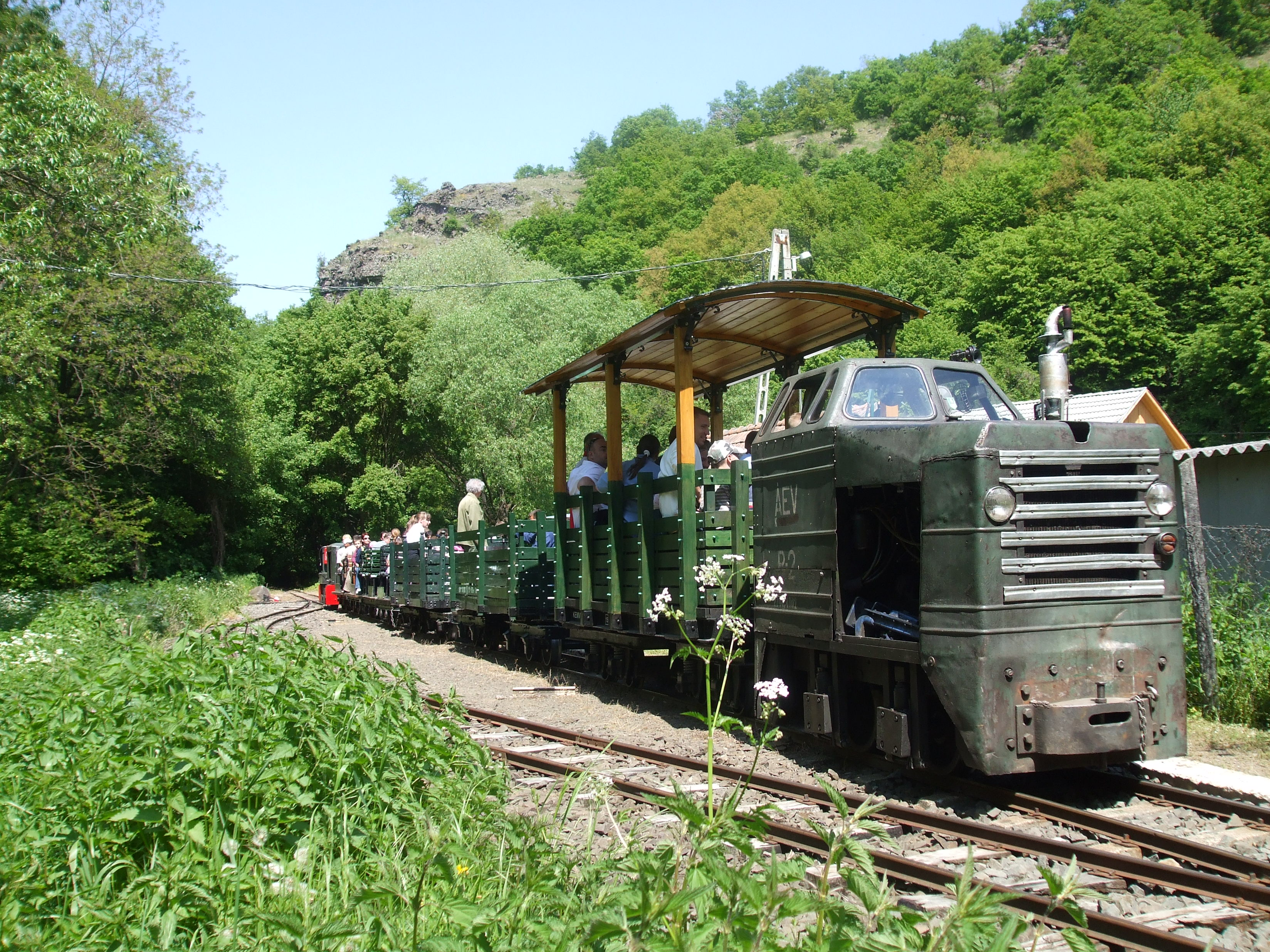
Diesellokomotive MD-40
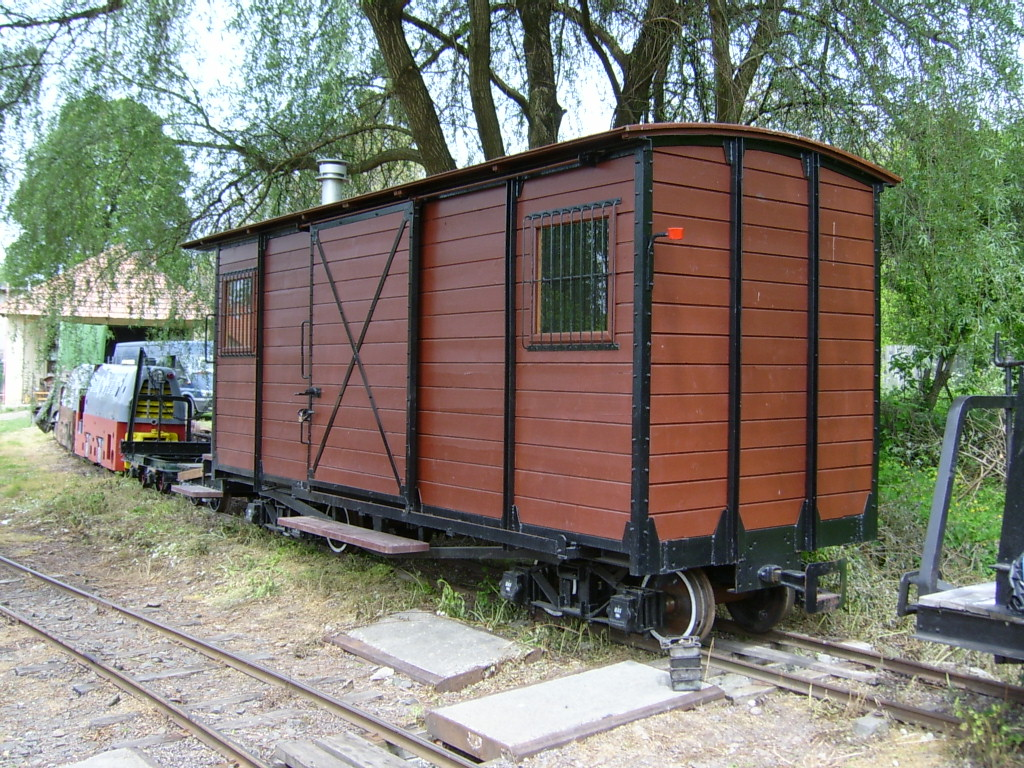
Gedeckter Güterwagen